# محمد الشيبي
محمد الشيبي (مواليد 21 يناير 1993) هو لاعب كرة قدم مغربي، يلعب لصالح نادي بيراميدز في الدوري المصري الممتاز و‌منتخب المغرب لكرة القدم في مركز الظهير الأيمن.

## مسيرته
بدأ الشيبي مسيرته الكروية مع الرجاء الرياضي سنة 2011 بتوقيع عقد احترافي لمدة 5 سنوات. بعد فترة وجيزة، ذهب في إعارات متتالية إلى الكوكب المراكشي وشباب الريف الحسيمي، قبل أن ينتقل إلى اتحاد الخميسات في عام 2014. في عام 2015، انتقل إلى النادي القنيطري. قضى فترات في المغرب التطواني وشباب أطلس خنيفرة، قبل أن ينتقل إلى الجيش الملكي في 2018. انتقل إلى اتحاد طنجة لمدة عامين في 2019، قبل أن يعود إلى الجيش الملكي سنة 2021.

## المسار الدولي
ظهر الشيبي لأول مرة مع المنتخب المغربي في 12 نوفمبر 2021 خلال المبارة التي فاز فيها بنتيجة 3-0 على المنتخب السوداني، ضمن في تصفيات كأس العالم 2022.

### الأهداف الدولية
| #. | التاريخ       | الملعب                        | الخصم  | الأهداف | النتيجة | البطولة        |
| -- | ------------- | ----------------------------- | ------ | ------- | ------- | -------------- |
| 1. | 4 ديسمبر 2021 | ملعب أحمد بن علي، الريان، قطر | الأردن | 3–0     | 4–0     | كأس العرب 2021 |

## الإنجازات
الجيش الملكي
- كأس المغرب : 2019–20[7]

 بيراميدز
- كأس مصر : 2023–24[8]
- دوري أبطال إفريقيا : 2024–25[9]

 المغرب تحت 20
- كأس العرب : 2011

فردية
- تشكيلة المثالية لبطولة كأس العرب: 2021[10]
- أفضل ممرر في الدوري المصري الممتاز: 2023–24، 2024–25[11]

## روابط خارجية
- محمد الشيبي على موقع قاعدة بيانات كرة القدم.إي يو (الإنجليزية)
- محمد الشيبي على موقع ناشيونال فوتبول تيمز (الإنجليزية)
- محمد الشيبي على موقع Soccerway.com (الإنجليزية)
- محمد الشيبي على موقع عالم كرة القدم.نت (الإنجليزية)